# Кобиляни (Радомський повіт)
Кобиляни (пол. Kobylany) — село в Польщі, у гміні Скаришев Радомського повіту Мазовецького воєводства.
Населення — 432 особи (2011).
У 1975—1998 роках село належало до Радомського воєводства.

## Демографія
Демографічна структура станом на 31 березня 2011 року:
|          | Загалом | Допрацездатний вік | Працездатний вік | Постпрацездатний вік |
| -------- | ------- | ------------------ | ---------------- | -------------------- |
| Чоловіки | 213     | 50                 | 144              | 19                   |
| Жінки    | 219     | 51                 | 124              | 44                   |
| Разом    | 432     | 101                | 268              | 63                   |